# Comitato interministeriale per la sicurezza della Repubblica
Il Comitato interministeriale per la sicurezza della Repubblica (CISR) è un organismo statale italiano, facente parte del Sistema di informazione per la sicurezza della Repubblica, e istituito presso la Presidenza del consiglio.

## Storia
Dal 2007 sostituisce le funzioni del Comitato interministeriale per le informazioni e la sicurezza (CIIS).
La legge di riforma dei servizi segreti italiani all'articolo 5 ne prevede l'istituzione presso la Presidenza del Consiglio dei ministri.
È l'organo cui competono le nomine dei vertici delle agenzie d'intelligence.
Nel 2021 il governo Draghi vi affianca il neo costituito Comitato interministeriale per la cybersicurezza (CIC).

## Funzioni
Il Comitato ha funzioni di consulenza, proposta e deliberazione sugli indirizzi e le finalità generali della politica dell’informazione per la sicurezza, e in caso di situazioni di crisi che coinvolgano aspetti di sicurezza nazionale.

## Composizione
Il Comitato è presieduto dal presidente del Consiglio dei ministri, che ne dispone la convocazione, ed è composto da:
- l'Autorità delegata per la sicurezza
- il Ministro degli affari esteri
- il Ministro dell'interno
- il Ministro della difesa
- il Ministro della giustizia
- il Ministro dell'economia e delle finanze
- il Ministero delle imprese e del made in Italy
- il Ministro dell'ambiente e della sicurezza energetica.

Il direttore generale del Dipartimento delle informazioni per la sicurezza svolge la funzione di segretario. Il direttore generale dell'Agenzia per la cybersicurezza nazionale partecipa alle riunioni in caso di situazioni di crisi che coinvolgano la cybersicurezza..